# Begoña Fernández
Begoña Fernández Molinos (* 22. März 1980 in Vigo) ist eine ehemalige spanische Handballspielerin. Sie wurde in die Hall of Fame of European handball aufgenommen.

## Karriere
Fernández erste Profistation war der spanische Verein Millar L'Eliana Valencia, für den sie von 1998 bis 2002 auflief. Ab 2003 stand sie bei SD Itxako unter Vertrag. Im Jahre 2005 schloss sich die Kreisläuferin Orsán Elda Prestigio an, mit dem sie 2008 die Meisterschaft gewann. Drei Jahre später kehrte sie wieder zu SD Itxako zurück. Mit Itxako gewann sie 2009, 2010, 2011 und 2012 die Meisterschaft, den spanischen Pokal 2010, 2011 und 2012 sowie den EHF-Pokal 2009. Im Sommer 2012 wechselte sie zum serbischen Erstligisten ŽRK Zaječar. Im Dezember 2012 verließ sie Zaječar und unterschrieb einen Vertrag beim mazedonischen Erstligisten ŽRK Vardar SCBT. Mit Vardar gewann sie 2013, 2014 und 2015 die Meisterschaft sowie 2014 und 2015 den mazedonischen Pokal. Im Sommer 2015 beendete sie ihre Karriere.
Fernández bestritt 181 Länderspiele für die spanische Nationalmannschaft, in denen sie 395 Treffer erzielte. Mit Spanien belegte sie bei der Europameisterschaft 2008 den zweiten Platz. Zusätzlich wurde sie in das Allstar-Team der EM gewählt. Bei der Weltmeisterschaft 2009 wurde sie erneut in das Allstar-Team gewählt. Im Sommer 2012 nahm Fernández an den Olympischen Spielen in London teil, wo sie die Bronzemedaille gewann. Im Januar 2014 erklärte sie ihren Rücktritt aus der Nationalmannschaft.
Fernández brachte im Jahr 2016 ihr erstes Kind zur Welt. Im Darauffolgenden Jahr übernahm sie das Co-Traineramt bei NZ Australis Lavadores. Nachdem Fernández in der Saison 2019/20 schwangerschaftsbedingt pausiert hatte, nahm sie anschließend wieder ihre Tätigkeit bei NZ Australis Lavadores auf.

### Erfolge
- mazedonischer Meister 2013, 2014
- mazedonischer Pokalsieger 2014
- Bronzemedaille bei den Olympischen Spielen 2012
- Vizeeuropameister 2008
- spanischer Meister 2008, 2009, 2010, 2011, 2012
- spanischer Pokalsieger 2010, 2011, 2012
- EHF-Pokal 2009

### Auszeichnungen
- Allstar-Team 2008 (EM), 2009 (WM)

Sie wurde in die Hall of Fame der europäischen Handballföderation aufgenommen.